# Dark Passion Play
Dark Passion Play ist das sechste Studioalbum der finnischen Symphonic-Metal-Band Nightwish. Das Album wurde im deutschsprachigen Raum am 28. September 2007 bei Nuclear Blast veröffentlicht. Bereits zwei Tage zuvor veröffentlichte Spinefarm Records das Album in Finnland. Es ist das erste Album mit der neuen Sängerin Anette Olzon, der Nachfolgerin von Tarja Turunen.
Die Aufnahmen für das Album kosteten über 500.000 Euro. Es ist damit das teuerste Album einer finnischen Band. Die Kosten für das Album wurden komplett von der Band getragen.

## Entstehung

### Suche nach der neuen Sängerin

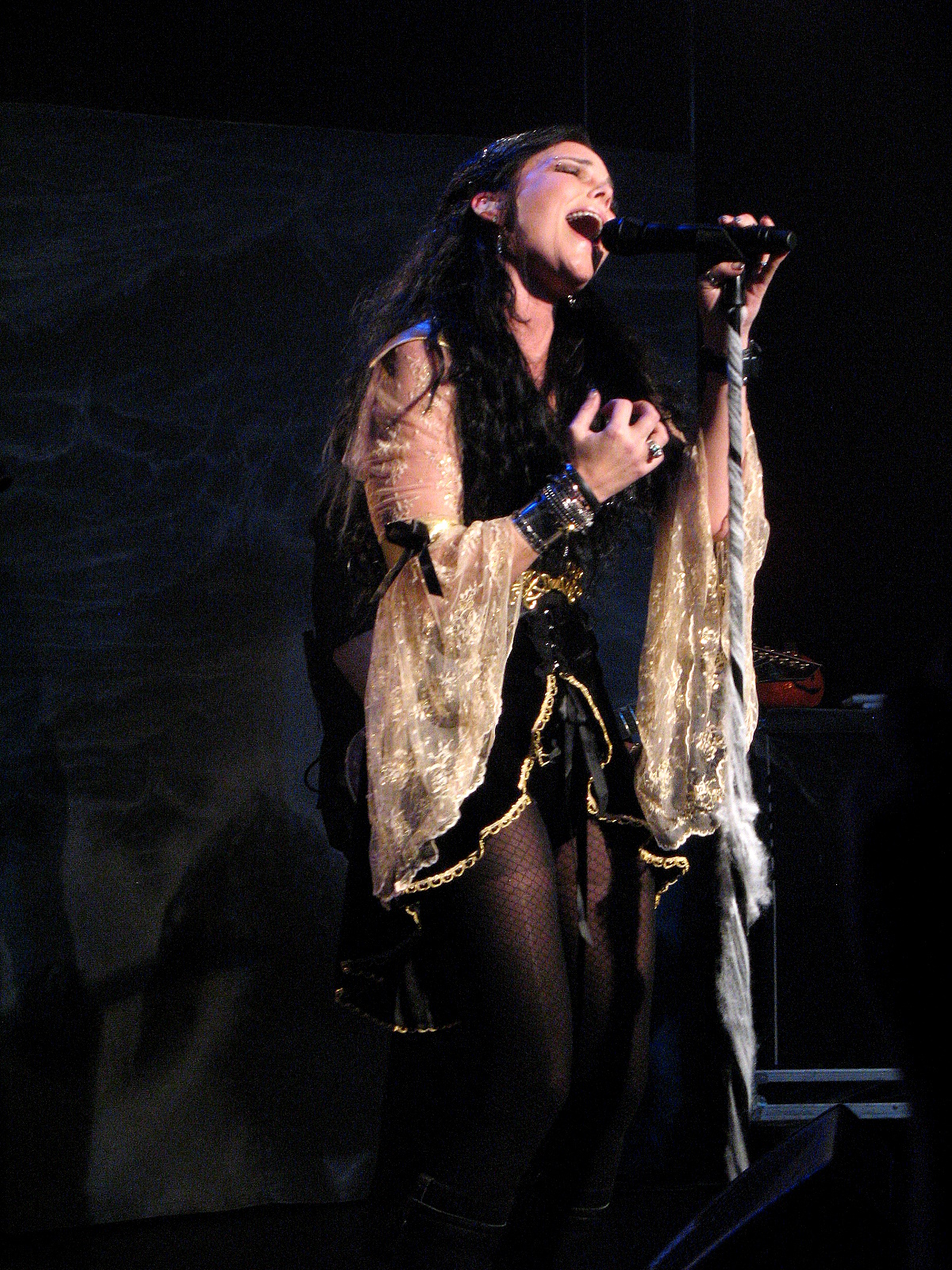
Anette Olzon

Nach dem letzten Konzert der „Once World Tour“ in Helsinki wurde die ehemalige Sängerin Tarja Turunen durch einen offenen Brief entlassen. Der Vorgang erzeugte in Finnland für einige Monate ein großes Medienecho. Pausenlos wurde über den Namen von Turunens Nachfolgerin spekuliert. Im März 2006 erklärte die Band, dass sich interessierte Sängerinnen per Demo für den freien Posten bewerben können. Daraufhin erhielt die Band über 2.000 Bewerbungen. Obwohl die Band ausdrücklich eine neue Sängerin suchte, bewarben sich auch drei männliche Sänger für den Posten. Die Band suchte nach einer Sängerin, die das gleiche Stimmvolumen wie Turunen hat, aber über eine andere Klangfarbe verfügt. Einen Turunen-Klon wollte die Band auf keinen Fall für den Posten haben. Aus diesem Kreis wurden 50 Kandidatinnen ausgewählt, die eine CD mit Instrumentalversionen verschiedener Nightwishlieder erhielten. Schließlich wurden zehn Kandidatinnen zu einem persönlichen Treffen eingeladen.
Schnell begannen Spekulationen über die Identität der neuen Sängerin. Ihr Name sollte Ende Mai 2007, pünktlich zur Veröffentlichung der ersten Single Eva, bekannt gegeben werden. Da die Single bereits im Internet auftauchte, zog die Band die Veröffentlichung der Single und die Bekanntgabe der Sängerin auf den 24. Mai 2007 vor.
In einem Interview erklärt Keyboarder Tuomas Holopainen, dass sich die Band bereits im Januar 2007 für Olzon entschieden hatte. Olzon war eine der ersten zwanzig Bewerberinnen, die ein Demo eingeschickt hatten. Mit ihrer Version des Liedes Ever Dream (vom Album Century Child) beeindruckte sie ihre zukünftigen Bandkollegen. Ursprünglich erhielt Olzon eine Absage, als sie Holopainen von ihrem vierjährigen Sohn erzählte.

„Ich fand Anette sofort klasse, aber innerlich habe ich mich bereits von ihr verabschiedet, weil ich dachte, die Verantwortung für ein fünfjähriges Kind würde ihr Engagement für die Band bremsen. […] Aber im Studio haben sich alle Bedenken am ersten Tag zerstreut.“

Olzon blieb jedoch hartnäckig, erklärte, dass ihre Mutterschaft kein Problem darstelle, und bekam schließlich den Posten. Um das Geheimnis der neuen Sängerin aufrechtzuerhalten, buchte die Band bei gemeinsamen Reisen immer unterschiedliche Hotels, wo sich Olzon in der Regel unter einem anderen Namen anmeldete. In einem Interview mit dem US-amerikanischen Onlinemagazin About Heavy Metal erklärte Holopainen, dass „die Band mit Olzon den Jackpot geknackt hat“.

### Aufnahmen
Tuomas Holopainen schrieb 15 Lieder für das neue Album. Die Tatsache, dass die Band zu dieser Zeit noch keine neue Sängerin hatte, stellte für ihn kein Problem dar. Beim Schreiben hatte er genaue Vorstellungen davon, wie die Lieder zu klingen haben, und hatte dabei keine bestimmte Stimme im Kopf. Während des Songwritings beschäftigte sich Holopainen mit Schriftstellern wie Edgar Allan Poe und Walt Whitman, musikalisch mit keltischem Folk.

„Trotz oder gerade wegen des ganzen Tumultes stellte diese Zeit für mich eine ungeheuer kreative Phase dar, weil ich während all der Monate niemanden sehen wollte und mich komplett aus der Alltagswelt zurückzog.“

Die geschriebenen Lieder wurden im Sommer 2006 als Demo aufgenommen. Das Demo wurde an Pip Williams geschickt. Dieser arbeitete anhand des Demos an den Partituren für das Orchester. Beim Arrangieren der Orchesterparts fügte Williams noch einige Instrumente hinzu, die Holopainen ursprünglich nicht im Sinn hatte. Für das Schreiben der Partituren ließ Williams seinen Beruf an der Londoner Thames Valley University für fünf Monate ruhen.

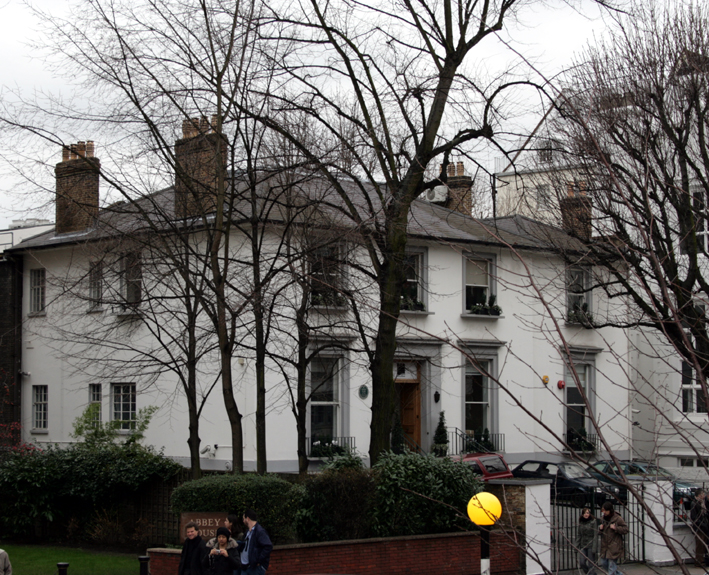
Die Abbey Road Studios in London.

Am 15. September 2006 ging die Band vorerst ohne Sängerin in das „Petrax“-Studio in Hollola, um mit den Aufnahmen zu beginnen. Zunächst wurde das Schlagzeug aufgenommen. Danach wurden Gitarre, Bass und Keyboard in Emppu Vuorinens Heimstudio in Kerava aufgenommen. Die Aufnahmen für das Orchester fanden in den Abbey Road Studios in London statt. Wegen des „Legendenfaktors“ fanden die Aufnahmen im Studio 2 statt, in dem schon die Beatles und Pink Floyd gearbeitet haben. Die Orchesteraufnahmen nahmen acht Tage in Anspruch und wurden in zwei Etappen im Dezember 2006 und im Februar 2007 durchgeführt. Der Gesang von Anette Olzon und Marco Hietala wurde im März 2007 im „Petrax“-Studio aufgenommen.
Wie schon beim Vorgänger arbeitete die Band mit dem London Philharmonic Orchestra zusammen. Etwa 80 % der Orchestermitglieder wirkten schon auf dem Vorgängeralbum Once mit. Dafür ist der Chor, der wie beim Vorgänger von den „Metro Voices“ stammt, um einige Mitglieder stärker als auf dem letzten Album. Insgesamt waren 130 Musiker an den Aufnahmen beteiligt. Produziert wurde das Album von Tuomas Holopainen, assistiert wurde er von Tero Kinnunen und Mikko Karmila. Das Abmischen des Albums nahm 75 Tage in Anspruch und wurde von Mikko Karmila in den Finnvox Studios in Helsinki übernommen. Gemastert wurde das Album von Mika Jussila in den Finnvox Studios.

### Faster Harder Nightwish
Am 1. April 2007 wurde verkündet, dass das neue Album Faster Harder Nightwish heißen werde. Der Titel beziehe sich auf die Scooter-Single Faster Harder Scooter, die 1999 von deren Album Back to the Heavyweight Jam ausgekoppelt worden war. Gleichzeitig wurde das „Cover“ des neuen Albums veröffentlicht. Nur wenige Stunden später kursierte ein „Promosampler“ in verschiedenen Internettauschbörsen. Die ganze Aktion stellte sich jedoch als Aprilscherz heraus.

### Musikvideos

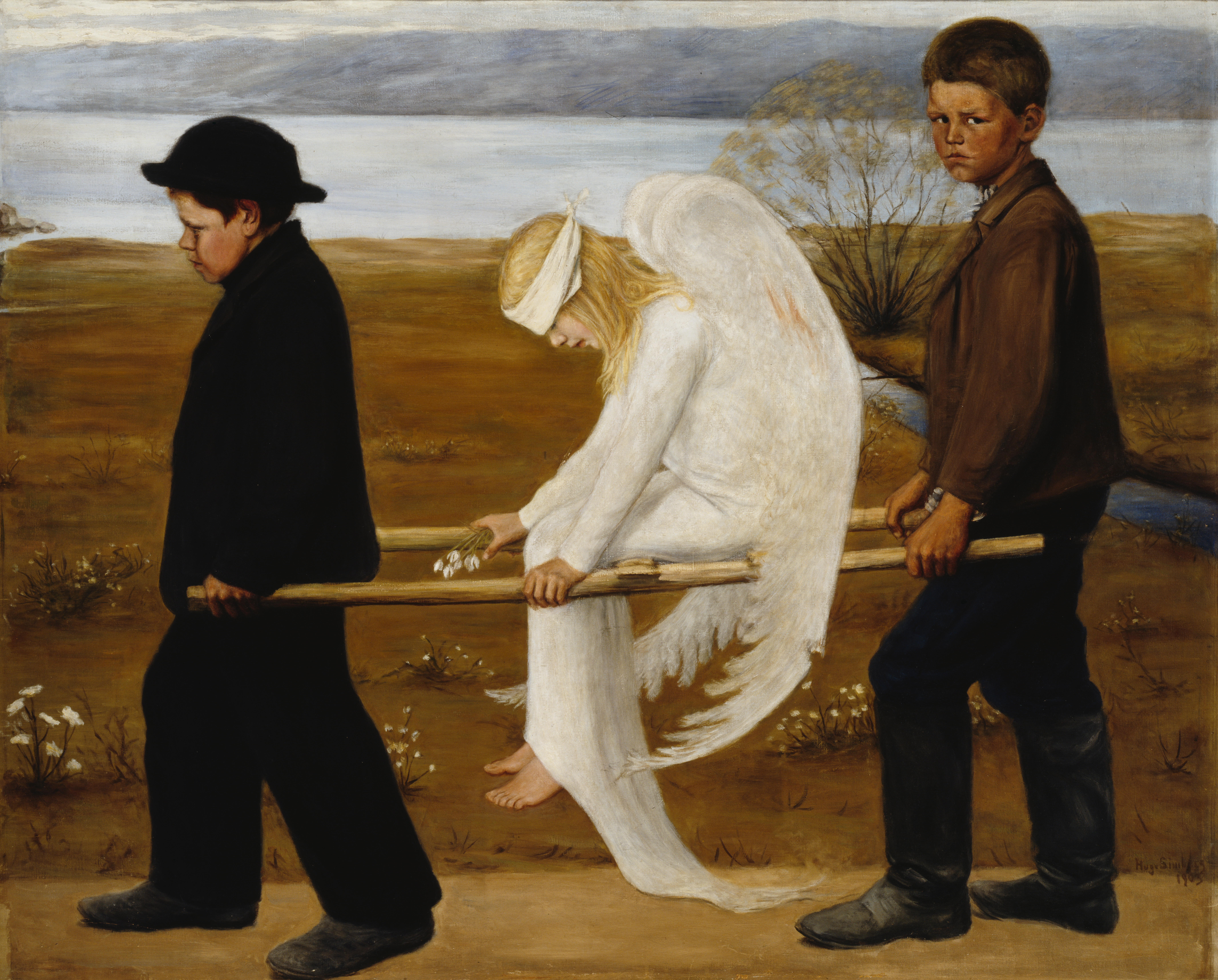
Hugo Simberg: Der verwundete Engel, 1903

Bisher wurden drei Musikvideos produziert. Gedreht wurden die Videoclips für Amaranth und Bye Bye Beautiful in Los Angeles. Die Kosten für die Aufnahmen beider Videos beliefen sich auf etwa 270.000 Euro. Um Kosten zu sparen, wurden beide Videos hintereinander gedreht. Regisseur war Antti Jokinen, der auch schon für Beyoncé, Korn und Céline Dion Videoclips gedreht hat. Für Nightwish hatte er den Videoclip für das Lied Nemo gedreht. Das Amaranth-Video wurde erstmals am 11. August 2007 bei MTV Finnland ausgestrahlt. Produziert wurden die Musikvideos von John Thorpe. 
Der Videoclip für Amaranth erzählt eine an das Gemälde Der verwundete Engel des finnischen Malers Hugo Simberg angelehnte Geschichte. Sie handelt von zwei Menschen, die an einem kleinen Fluss Fische fangen. Plötzlich entdeckt einer am Flussufer einen gefallenen und verletzten Engel. Die beiden beschließen, den Engel auf einer provisorischen Trage mit nach Hause zu nehmen. Dabei durchqueren sie ihren Heimatort, wo sie bei der Bevölkerung auf Verwunderung stoßen. Zu Hause angekommen, versorgen sie den Engel, während sich von draußen ein wütender Mob dem Haus nähert. Einer der Angreifer stürmt in das Haus und holt die zwei Männer aus dem Haus, während die anderen Personen das Haus in Brand setzen. Der Engel erwacht und kann im letzten Moment durch das Dach fliehen.
Das Musikvideo zu Bye Bye Beautiful ist ein „Performancevideo“, d. h. man sieht die Band, wie sie vor einer Kulisse das betreffende Lied spielt. Für das Video wurden vier Schauspielerinnen verpflichtet, die als Doubles für die vier männlichen Bandmitglieder agieren. Während der Strophen singt Anette Olzon das Lied in Begleitung der Schauspielerinnen, während bei den Refrains die richtige Bandbesetzung zu sehen ist.
Anfang Oktober 2007 nahm die Band in der Stadt Rovaniemi ein drittes Musikvideo auf. Eigentlich war ein drittes Musikvideo nicht geplant gewesen. Die Band wurde von der Stadt kontaktiert und erhielt ein Angebot für, so Holopainen, „einen perfekten Drehort, der die lappländische Wildnis mit dem Surrealismus von Salvador Dalí verbindet“. Der Titel des Liedes lautet The Islander. Es wurde erstmals am 14. April 2008 auf MTV Finnland ausgestrahlt. Der Song war gleichzeitig auch die nächste Single. Regie für das Video führte Stobe Harju, produziert wurde das Video von Ilkka Immonen.

### Auftauchen im Internet
Am 24. Mai 2007 tauchte die erste Single Eva auf einer britischen Downloadseite auf. Aus diesem Grund wurde die Veröffentlichung der Single und die Bekanntgabe der neuen Sängerin vorgezogen. Im Juni kam es zur Verbreitung weiterer Lieder, wenn auch in einer schlechten Qualität, durch Seiten wie YouTube und einige Torrent-Seiten. In den nächsten Wochen tauchten schließlich Aufnahmen in hoher Qualität auf, die von Promo-CDs stammen. Diese Promo-CDs enthalten sogenannte „Voiceovers“, bei denen eine Stimme in unregelmäßigen Abständen sagt, dass der Hörer das neue Nightwish-Album Dark Passion Play hört und welches Lied gerade läuft.

## Hintergrund

### Der Titel des Albums
Ursprünglich sollte das Album „The Poet and the Pendulum“ heißen. Erst spät fiel Holopainen der Titel Dark Passion Play ein. Holopainen findet den Titel grandios, weil jeder den Titel auslegen kann, wie er will. Man kann den Titel als „Dark Passion Play“ bzw. als „Dark Passion Play“ lesen, was laut Holopainen einen großen Unterschied ausmacht. Mit der einen Betonung lässt sich der Titel als „dunkles Passionsspiel“ übersetzen, mit der anderen als „Spiel dunkler Leidenschaft“ (engl. passion = Leidenschaft).

„Ich möchte nicht zu detailliert auf Titel oder einzelne Texte eingehen, aber "Dark Passion Play" drückt für mich quasi all das aus, wofür Nightwish stehen, vor allem auf diesem Album. Es ist dunkel, es ist gefühlvoll, es ist wie ein großes, orchestrales Theater. Die drei Wörter drücken einfach alles aus, was uns als Band auszeichnet.“

### Das Cover
Das Coverartwork wurde von Janne und Gina Pitkänen entworfen. Es zeigt ein Pendel, das bei Nacht über einem stürmischen Ozean hängt. Die kreisrunde Mitte des Pendels überdeckt den Mond, dessen Licht durch die Lücke zwischen dem inneren und dem äußeren Teil des Pendels hindurch scheint. Das Cover ist ein klarer Bezug zum ersten Lied des Albums, "The Poet And The Pendulum", das ursprünglich Namensgeber für das Gesamtwerk werden sollte. Symbolisiert werden die beiden Komponenten des Liedes zum einen durch umherfliegende Notenblätter ("The Poet"), sowie durch das zentral angeordnete, den Bildaufbau dominierende halbmondförmige Pendel ("The Pendulum").
Die Visualisierung des besagten Liedes in Form des Albumcovers wurde auch nach der Entscheidung Holopainens, den Albumtitel in "Dark Passion Play" zu ändern, beibehalten. Zu einer Umstrukturierung des optischen Layouts kam es nicht.

### Musik
Laut Tuomas Holopainen gibt es stilistisch keine großen Unterschiede zwischen Once und Dark Passion Play. Der größte Unterschied zum Vorgängeralbum ist der weibliche Gesang. Atmosphärisch ist Dark Passion Play das finsterste Nightwish-Album. Ebenfalls sind die musikalischen Extreme so groß wie nie zuvor. Entweder sind die Lieder ruhige Balladen oder harte Metalsongs. Holopainen beschrieb das Album in einem Interview als das härteste Album, das die Band je gemacht hat.

„Eine ganze Menge negative Energien haben mich beim Songwriting und vor allem beim Schreiben der Texte beeinflusst. […] In der Musik des Künstlers spiegelt sich zwangsläufig dessen momentane Lebenssituation wider und das Jahr 2005 war in vielerlei Hinsicht eine harte Prüfung für mich, daher die düstere Grundstimmung des Albums.“

Erstmals wurde bei zwei Nightwish-Liedern die Musik nicht komplett von Tuomas Holopainen geschrieben. Bei Whoever Brings the Night stammt die Musik von Emppu Vuorinen. Holopainen schrieb hier nur den Text und die Gesangslinie. The Islander wurde von Marco Hietala geschrieben. Hietala übernimmt bei diesem Lied und bei Master Passion Greed den Hauptteil des Gesanges. Es sind damit die ersten Lieder der Bandgeschichte, bei denen die Sängerin nicht im Vordergrund steht.
The Last of the Wilds ist das erste Instrumental seit Moondance vom Album Oceanborn. Das Lied ist eine Mischung aus finnischen Melodien und irischen Klängen. Verwendet werden irische Instrumente wie die Uilleann Pipes und das Tin Whistle (gespielt von Troy Donockley) sowie das finnische Nationalinstrument Kantele, gespielt von Senni Eskelinen.

### Bedeutungen der Lieder
The Poet and the Pendulum ist für Tuomas Holopainen ein persönliches Lied. In einem Interview erklärte er, dass dieses Lied definiert, worum es in dem Album geht. Es ist der Soundtrack zu seinem Leben. Der Titel des Liedes wurde von der Kurzgeschichte Die Grube und das Pendel von Edgar Allan Poe inspiriert. Am Ende des Liedes wird Holopainen durch das Pendel entzweit. Für ihn hat dies eine therapeutische Bedeutung. Aufgrund der Länge des Liedes von beinahe 14 Minuten hatte er lange überlegt, an welcher Stelle dieses Lied auf dem Album erscheinen sollte. Da Meadows of Heaven bereits fest für die letzte Position eingeplant war, entschied sich Holopainen, The Poet and the Pendulum an die erste Stelle zu packen. Teile des Textes sollten ursprünglich von zwei zwölfjährigen Sängern vorgetragen werden. Der Leiter des Metro-Voices-Chor hatte jedoch Bedenken und bat Holopainen, einige der angedachten Textpassagen zu entschärfen. Holopainen sah dies ein und entschied, dass die entsprechenden Passage von Marco Hietala gesungen werden. Als Holopainen mit den Arbeiten an diesem Lied begann, hatte er die Handlung des Liedes im Hinterkopf und entwarf ein textliches Konzept, welches in fünf Teile aufgeteilt war. Anschließend wurde die Musik dazu ausgearbeitet. Das Resultat war ursprünglich über 20 Minuten lang und wurde schließlich gekürzt.
Das Lied Bye Bye Beautiful ist laut Tuomas Holopainen ein Abschiedssong für die ehemalige Sängerin Tarja Turunen. Trotz der aggressiven Ausrichtung des Liedes handelt es sich nicht um einen Hass-Song, sondern befasst sich eher mit der Frage, warum es überhaupt zu dieser Trennung kommen konnte. Da die neue Sängerin Anette Olzon hinsichtlich der Trennung von Turunen eine außen stehende Person war, werden bestimmte Teile des Textes von Marco Hietala gesungen. Tuomas Holopainen erklärte in einem Interview, dass er hofft, eines Tages wieder freundschaftlich mit der ehemaligen Sängerin verbunden zu sein. Laut Holopainen ist das Lied mit Wish I Had an Angel vom Vorgängeralbum Once verwandt.
Der Titel des Liedes Amaranth bezieht sich auf die gleichnamige Pflanze, die laut Holopainen für Perfektion und immerwährende Güte und Schönheit steht.
Master Passion Greed ist Tarja Turunens Ehemann und Manager Marcelo Cabuli gewidmet. Es ist laut Holopainen der härteste Song der Bandgeschichte. Als er das Lied schrieb, brachte er den ganzen Zorn, den die Band wegen der Trennung von Turunen erlebt hat, in die Musik ein. Ursprünglich sollte Olzon das Lied singen. Nachdem die Band über das Lied und den Text diskutierte, warf Hietala ein, dass es unfair wäre, wenn Olzon als unbeteiligte Person das Lied singen würde. Darum ist bei diesem Lied Hietalas Stimme zu hören. Holopainen kündigte bereits an, dass das Lied nicht bei Konzerten gespielt wird, da seine heutigen Gefühle nicht mehr mit dem Text übereinstimmen. Bei dem Lied ist laut Holopainen ein deutlicher Einfluss von der Band Children of Bodom zu hören. Das Lied wurde von Holopainen komplett an der Gitarre komponiert.
Eva handelt von einem kleinen Mädchen, das in der Schule gehänselt wird. In einem Interview erklärte Holopainen, dass sich Anette Olzon in ihrer Kindheit in einer ähnlichen Situation befand und daher „die Story hinter dem Song zum Leben erwecken kann“.
Sahara basiert auf einem Traum von Tuomas Holopainen.
Whoever Brings the Night wurde von Emppu Vuorinen geschrieben. Es handelt sich um ein Lied über Liebe, Sex, Tod und Ironie. Olzon beschrieb das Lied in einem Interview als „The Grudge trifft Tim Burton mit gemeinen Lyrics“.
For the Heart I Once Had befasst sich mit dem Thema verlorene Kindheit.
The Islander handelt von einem einsamen Leuchtfeuerwärter. Das Lied wurde ursprünglich von Marco Hietala für seine Band Tarot geschrieben, dann jedoch nicht verwendet. Hietala spielte Holopainen das Lied auf einer Akustikgitarre vor. Holopainen erklärte, dass die beiden von Hietala gesungenen Lieder „ein Grund mehr sind, nie wieder ein Mikrofon anzufassen“.
Der Refrain zu 7 Days to the Wolves wurde vom US-amerikanischen Dichter Walt Whitman inspiriert.
Im abschließenden Lied Meadows of Heaven geht es um die Kindheit von Tuomas Holopainen.

### Statistisches
Dark Passion Play stellte mehrere neue Rekorde für die Band auf. Es war das Album mit den soweit meisten Liedern, das Album mit der längsten Spielzeit und The Poet and the Pendulum war das bis dahin längste Lied der Bandgeschichte. Ebenso war der zeitliche Abstand zwischen Once und Dark Passion Play mit über drei Jahren ein neuer Rekordwert. Zudem ist, laut Holopainen, mit Master Passion Greed einerseits das härteste Stück und anderseits mit Eva eins der sanftesten Stücke auf dem Album vertreten.
While Your Lips Are Still Red wurde von Tuomas Holopainen als Titelmusik für den finnischen Film Lieksa! geschrieben. Das Lied ist durch die Instrumentierung ungewöhnlich für die Band, da man bei diesem Lied nur Marco Hietala (Gesang), Tuomas Holopainen (Keyboard) und Jukka Nevalainen (Schlagzeug) hört. While Your Lips Are Still Red wird als B-Seite der Amaranth-Single veröffentlicht.

## Rezeption

### Kritiken
Dark Passion Play wurde wie sein Vorgänger Once vom deutschen Metal Hammer zum „Album des Monats“ gekürt. In seiner Rezension schrieb Christian Hector: „Letztlich haben es die vier verbliebenen Nightwish-Mitglieder bravourös geschafft, sowohl eine außergewöhnliche Sängerin wie Tarja Turunen zu ersetzen, als auch ein weiteres Album zu schreiben, das die Finnen (hoffentlich) noch weiter nach vorne bringen wird.“ Das Onlinemagazin Metal.de beschreibt Dark Passion Play als „Meisterwerk der Verbindung von Härte, Bombast und Emotion“. Laut Stefan Popp von metal1.info wirkt das Album „über weite Strecken wie ein mächtiger Soundtrack“. Negativ bewertet wurde teilweise die Länge des Albums. Keith Bergman vom Onlinemagazin Blabbermouth schrieb in seiner Kritik, dass einige Lieder – besonders aus der zweiten Hälfte des Albums – besser als B-Seiten hätten verwendet werden sollen. Der als einflussreich geltende Steve Harris, Bandleader der Heavy-Metal-Band Iron Maiden, lobte das Album ausdrücklich: „Ich halte es für eines der am besten klingenden Alben, die ich je gehört habe.“

### Verkaufszahlen und Chartplatzierungen
Am ersten Verkaufstag in Finnland verkaufte sich das Album 42.000 Mal und erreichte damit auf Anhieb Platinstatus. Nach zwei Tagen waren in Finnland bereits 60.000 Einheiten verkauft, wofür es Doppelplatin gab. Am 24. Oktober 2007 waren bereits 90.000 Einheiten verkauft.
Das Album stieg in Deutschland, Finnland, Kroatien, der Schweiz, der Tschechischen Republik und Ungarn auf Platz 1 der Albumcharts ein. Platzierungen unter den Top 10 gab es ferner in Schweden (Platz 4), Griechenland, den Niederlanden und Österreich (jeweils Platz 5) sowie in Norwegen (Platz 7). In der ersten Verkaufswoche wurde das Album in Deutschland, Österreich, Polen und der Schweiz mit einer goldenen Schallplatte ausgezeichnet. Am 29. Oktober 2007 erhielt das Album in Schweden Gold für 30.000 verkaufte Einheiten.
In einem Interview mit dem kanadischen Onlinemagazin ChartAttack.com erklärte Tuomas Holopainen, warum seine Band seiner Meinung nach so erfolgreich ist:

„Unsere Musik ist sehr vielfältig. Es gibt richtig harten Stoff, es gibt auch viele Balladen und die Mischung aus Orchester und Gitarren. So bieten wir für jeden etwas. Unser Erfolg beruht wohl auf der Ehrlichkeit der Musik. Wir sind nie irgendwelchen Trends gefolgt. Wir haben immer unser eigenes Ding durchgezogen. Die Menschen haben ein inneres Gefühl und entdecken schnell, was echt ist und was nicht. Auch wenn wir eine kindisch-naive Band sind, ist doch sehr viel Ehrlichkeit im Spiel und deshalb mögen uns wohl soviele Leute.“

| Land        | Auszeichnung |
| ----------- | ------------ |
| Finnland    | 2× Platin    |
| Schweiz     | Platin       |
| Deutschland | Gold         |
| Österreich  | Gold         |
| Polen       | Gold         |
| Schweden    | Gold         |

### Auszeichnungen
Bei der Emma Gaala am 8. März 2008 wurde Dark Passion Play in den Kategorien „Bestes Metal-Album“ und „Bestes Album“ mit der Emma, dem finnischen Äquivalent zum Grammy Award, ausgezeichnet. Das Lied Amaranth erhielt eine Nominierung in der Kategorie „Lied des Jahres“. Darüber hinaus wurde der Band die Emma in der Kategorie „Band des Jahres“ verliehen, die Nominierung zum „Besten finnischen Künstler“ entschied Lauri Tähkä & Elonkerjuu für sich. Bei dem deutschen Musikpreis Echo wurde die Band in der Kategorie „Rock/Alternative International“ ausgezeichnet.
Bei den „Swedish Metal Awards“ wurde Dark Passion Play in der Kategorie „International Hard Rock“ ausgezeichnet.

## Tournee
Vor Beginn der Tournee spielte die Band am 22. September 2007 ein Geheimkonzert in der estnischen Hauptstadt Tallinn. Nightwish traten unter dem Namen „Nachtwasser“ auf und gaben an, eine Nightwish-Coverband zu sein. Am 26. und 28. September folgten zwei weitere Konzerte in Helsinki und Hamburg, die ebenfalls ursprünglich als Auftritte von Coverbands angekündigt worden waren. Bereits im Vorfeld dieser Konzerte kursierten Gerüchte, dass sich hinter den Coverbands die echte Band verberge.
Die Tour zum Album begann am 6. Oktober 2007 in Tel Aviv. Es war das erste Nightwishkonzert auf israelischem Boden. Zwischen dem 15. Oktober und 17. November 2007 folgten eine 23 Konzerte umfassende Tour durch Nordamerika. Von diesen Konzerten fanden zwei in Kanada, der Rest in den USA statt. Nightwish wurde dabei von der britischen Band Paradise Lost als Supportband begleitet. Dass die Tour in Nordamerika, einem relativ kleinen Markt für die Band, beginnt hat laut Holopainen zwei Gründe. Zum einen kann sich die Band dort für die großen Bühnen in Europa warm spielen. Zum zweiten musste die Band während der „Once“-Tournee zweimal Konzerte in Nordamerika absagen. Bei den Konzerten in San Antonio und Dallas trat John Two-Hawks, der auf dem Vorgängeralbum Once einen Auftritt als Gastmusiker hatte, mit der Band auf.
Es folgte eine Tour durch Skandinavien, die am 1. Januar 2008 in Helsinki endete. Bei diesem Abschnitt wurden Nightwish von der finnischen Band Indica begleitet. Nach einer kurzen Pause waren für Ende Januar/Anfang Februar 2008 fünf Konzerte in Australien geplant. Zwischen Februar und April 2008 folgte eine Europatournee mit acht Konzerten in Deutschland sowie je einem Konzert in Österreich und der Schweiz. Vorgruppen waren die schwedische Band Pain und die deutsche Band Krieger. Ab Mai 2008 folgten weitere Konzerte in Nordamerika, bei denen Nightwish von der schwedischen Band Sonic Syndicate begleitet wurden.
Die Tour zum Album Dark Passion Play war mit einer Länge von etwa zwei Jahren die bisher längste der Bandgeschichte. Die Tour endete am 19. September 2009.
In einem Interview erklärte Holopainen, dass Anette Olzon die ursprünglich von Tarja Turunen gesungenen Lieder bei den Proben komplett neu interpretiert hat und erst gar nicht versucht, mit einer Opernstimme zu arbeiten. Dadurch würden die alten Lieder anders klingen. Zuvor tauchten immer wieder Gerüchte auf, dass Olzon die alten Lieder der Band nicht singen könne.

## Versionen
Das Album erscheint als Einzel-CD, Doppel-CD im Digipak und als Doppel-LP. Bei der Doppel-CD enthält die zweite CD das Album als Instrumentalversion. Im digitalen Vertrieb ist z. B. auf iTunes die Album-Variante, die der CD entspricht und eine sog. Deluxe-Version, die zusätzlich das komplette Album als Instrumentalversion enthält, erhältlich.
Nuclear Blast veröffentlicht darüber hinaus noch eine limitierte Sammlerbox. Diese Box beinhaltet das Album in der Digipakversion sowie eine Bonus-CD mit den Liedern The Escapist, Meadows of Heaven (Orchestral Version) und The Poet and the Pendulum in einer von Marco Hietala gesungenen Demoversion. Die Box besteht aus Plexiglas und hat die Maße 18×18×3 cm.
Am 15. Februar 2008 erschien eine „Tour Edition“ des Albums. Als Beilage enthält diese Version die „Bye Bye Beautiful“-DVD. Über Den Nightwish-Shop kann man ab dem 17. Juni 2008 eine 5.1-Version von Dark Passion Play erwerben. Diese Version enthält jedoch nicht die Instrumentalversionen der Lieder.

## Singles

### Eva
Am 25. Mai 2007 wurde die erste Single Eva veröffentlicht. Das Lied war nur per Download erhältlich. Der Erlös wurde für Kinderhilfsorganisationen gespendet. Die in Finnland erzielten Einnahmen gingen an die Kinderheime Viliina und Tiasen Pesä, ansonsten gingen die Einnahmen an das deutsche Projekt Die Arche. Während des Geheimkonzerts in Hamburg am 28. September 2007 wurde der Organisation Die Arche ein Scheck in Höhe von 10.000 Euro überreicht.
Auch wenn die Single nicht auf CD oder Vinyl erschienen ist, wurde ein Cover entworfen. Das Bild zeigt ein junges Mädchen in typisch finnischer Kleidung des 19. Jahrhunderts. Das Mädchen hält einen Teddybären in der Hand und steht des Nachts vor einem Haus. Erstmals wurde Eva am 25. Mai 2007 um sieben Uhr morgens auf den finnischen Radiostationen „YleX“ und „Radio Rock“ gespielt.
Der Verband Teosto, eine mit der deutschen GEMA vergleichbaren Organisation, führte 2007 eine Überprüfung des Liedes durch. Die Melodie des Refrains soll Ähnlichkeiten mit der des Liedes Whirlpool von Jukka Reinivuo haben.

### Amaranth
Die zweite Single Amaranth wurde am 24. August 2007 veröffentlicht und ist in fünf verschiedenen Versionen verfügbar. Neben dem Titellied gibt es eine Demoversion des Titelliedes. Hier heißt das Lied Reach, hat einen anderen Refrain und wird von Marco Hietala gesungen. Ferner gibt es noch eine Orchestralversion der ersten Single Eva sowie While Your Lips Are Still Red. Letzteres wurde für den finnischen Film Lieska! aufgenommen. Bei diesem Lied sind nur Marco Hietala, Tuomas Holopainen und Jukka Nevalainen zu hören. Die zweite CD-Version enthält das Titellied in einer Orchestralversion sowie Eva als Demoversion. Darüber hinaus wird die Single noch als 12″-Mini-LP, als DVD-Single und als Download-Single veröffentlicht.
Ursprünglich war das Lied nur als Bonustrack geplant. Nachdem Anette Olzon die Texte eingesungen und das Orchester ihren Part aufgenommen hat rutschte das Lied auf das Album und wurde schließlich zur Single auserkoren. In Finnland wurde die Single bereits zwei Tage nach der Veröffentlichung mit einer goldenen Schallplatte für 5.000 verkaufter Singles ausgezeichnet. Sie stieg direkt auf Platz eins der finnischen, spanischen, ungarischen und norwegischen Singlecharts ein. In der Schweiz belegte die Single Platz 14, in Deutschland Platz 16 und in Österreich Platz 38.
| #           | Titel                         | Länge       |
| CD-Single 1 | CD-Single 1                   | CD-Single 1 |
| ----------- | ----------------------------- | ----------- |
| 1           | Amaranth                      | 3:51        |
| 2           | Reach                         | 3:51        |
| 3           | Eva (Orchestral Version)      | 4:24        |
| 4           | While Your Lips Are Still Red | 4:30        |
| CD-Single 2 |                               |             |
| 1           | Amaranth                      | 3:51        |
| 2           | Amaranth (Orchestral Version) | 3:51        |
| 3           | Eva (Demo Version)            | 4:24        |
| 12″-Mini-LP |                               |             |
| Seite A     |                               |             |
| 1           | Amaranth                      | 3:51        |
| 2           | Reach                         | 3:51        |
| 3           | Eva (Orchestral Version)      | 4:24        |
| Seite B     |                               |             |
| 1           | While Your Lips Are Still Red | 4:30        |
| 2           | Amaranth (Orchestral Version) | 3:51        |
| 3           | Eva (Demo Version)            | 4:24        |

| #               | Titel                                      | Länge      |
| DVD-Single      | DVD-Single                                 | DVD-Single |
| --------------- | ------------------------------------------ | ---------- |
| 1               | Amaranth                                   | 3:51       |
| 2               | Reach                                      | 3:51       |
| 3               | Eva (Orchestral Version)                   | 4:24       |
| 4               | While Your Lips Are Still Red              | 4:30       |
| 5               | Amaranth (Orchestral Version)              | 3:51       |
| 6               | Eva (Demo Version)                         | 4:24       |
| 7               | Amaranth (Musikvideo)                      |            |
| 8               | While Your Lips Are Still Red (Musikvideo) |            |
| 9               | „Making of“-Dokumentation                  |            |
| 10              | Audiopart mit Bildergalerie                |            |
| Download-Single |                                            |            |
| 1               | Amaranth                                   | 3:51       |
| 2               | Reach                                      | 3:51       |
| 3               | Eva (Orchestral Version)                   | 4:24       |

### Bye Bye Beautiful
Als dritte Single wurde das Lied Bye Bye Beautiful ausgekoppelt und Ende September 2007 vorerst in Finnland veröffentlicht, wo es auf Platz 11 in die Charts einstieg. Die weltweite Veröffentlichung war am 15. Februar 2008. Neben der normalen CD-Single gibt es eine 12″-Mini-LP und eine DVD-Single.
Die Single enthält neben dem Titellied eine Demoversion von The Poet and the Pendulum, welche von Marco Hietala eingesungen wurde. Escapist war als Bonustrack in der limitierten Box enthalten, die bei Nuclear Blast erschienen ist, sowie auf der japanischen Ausgabe des Albums. Die CD-Single enthält einen Remix des Titelliedes von DJ Orkidea.
| #           | Titel                                    | Länge     |
| CD-Single   | CD-Single                                | CD-Single |
| ----------- | ---------------------------------------- | --------- |
| 1           | Bye Bye Beautiful                        | 4:14      |
| 2           | The Poet and the Pendulum (Demo Version) | 13:39     |
| 3           | Escapist                                 | 4:57      |
| 4           | Bye Bye Beautiful (DJ Orkidea Remix)     | 12:04     |
| 12″-Mini-LP |                                          |           |
| 1           | Bye Bye Beautiful                        | 4:14      |
| 2           | The Poet and the Pendulum (Demo Version) | 13:39     |
| 3           | Escapist                                 | 4:57      |

| #          | Titel                                             | Länge      |
| DVD-Single | DVD-Single                                        | DVD-Single |
| ---------- | ------------------------------------------------- | ---------- |
| 1          | Bye Bye Beautiful                                 | 04:14      |
| 2          | The Poet And The Pendulum (Instrumental-Version)  | 13:39      |
| 3          | Escapist                                          | 04:57      |
| 4          | Bye Bye Beautiful (DJ Orkidea Remix)              | 12:04      |
| 5          | Bye Bye Beautiful (Musikvideo)                    |            |
| 6          | In Between the Bye Byes (Making of-Dokumentation) |            |
| 7          | Amaranth (Musikvideo)                             |            |
| 8          | While Your Lips Are Still Red (Musikvideo)        |            |

### Erämaan Viimeinen
Am 5. Dezember 2007 erscheint nur in Finnland die Single Erämaan Viimeinen. Hierbei handelt es sich um das Instrumental Last of the Wilds vom Album. Das Lied enthält jedoch einen Text in finnischer Sprache. Gesungen wird das Lied von der Indica-Sängerin Jonsu (bürgerlicher Name: Johanna Salomaa).
| # | Titel                            | Länge |
| - | -------------------------------- | ----- |
| 1 | Erämaan Viimeinen                | 05:10 |
| 2 | Erämaan Viimeinen (instrumental) | 05:40 |

#### Erämaan Viimeinen Metal Hammer Edition
Im Februar 2010 wurde die Single Erämaan Viimeinen exklusiv als Sonderbeigabe zum Metal Hammer Magazin in Deutschland veröffentlicht. Anders als die finnische Originalversion enthält die deutsche Version vier Lieder.
| # | Titel                            | Länge |
| - | -------------------------------- | ----- |
| 1 | Erämaan Viimeinen                | 05:10 |
| 2 | Erämaan Viimeinen (instrumental) | 05:40 |
| 3 | Escapist                         | 04:59 |
| 4 | Escapist (instrumental)          | 04:57 |

### The Islander
Als vierte Single aus Dark Passion Play erschien The Islander. Das Video dazu, das neben dem zu Bye Bye Beautiful auf der Single zu finden ist, wurde im Oktober 2007 in Rovaniemi gedreht, der Regisseur war Stobe Harju. Die Single wurde am 21. Mai 2008 veröffentlicht.
| # | Titel                                   | Länge |
| - | --------------------------------------- | ----- |
| 1 | The Islander                            | 05:06 |
| 2 | Escapist (Instrumental)                 | 04:57 |
| 3 | Meadows Of Heaven (orchestrale Version) | 07:10 |